# Sugiez

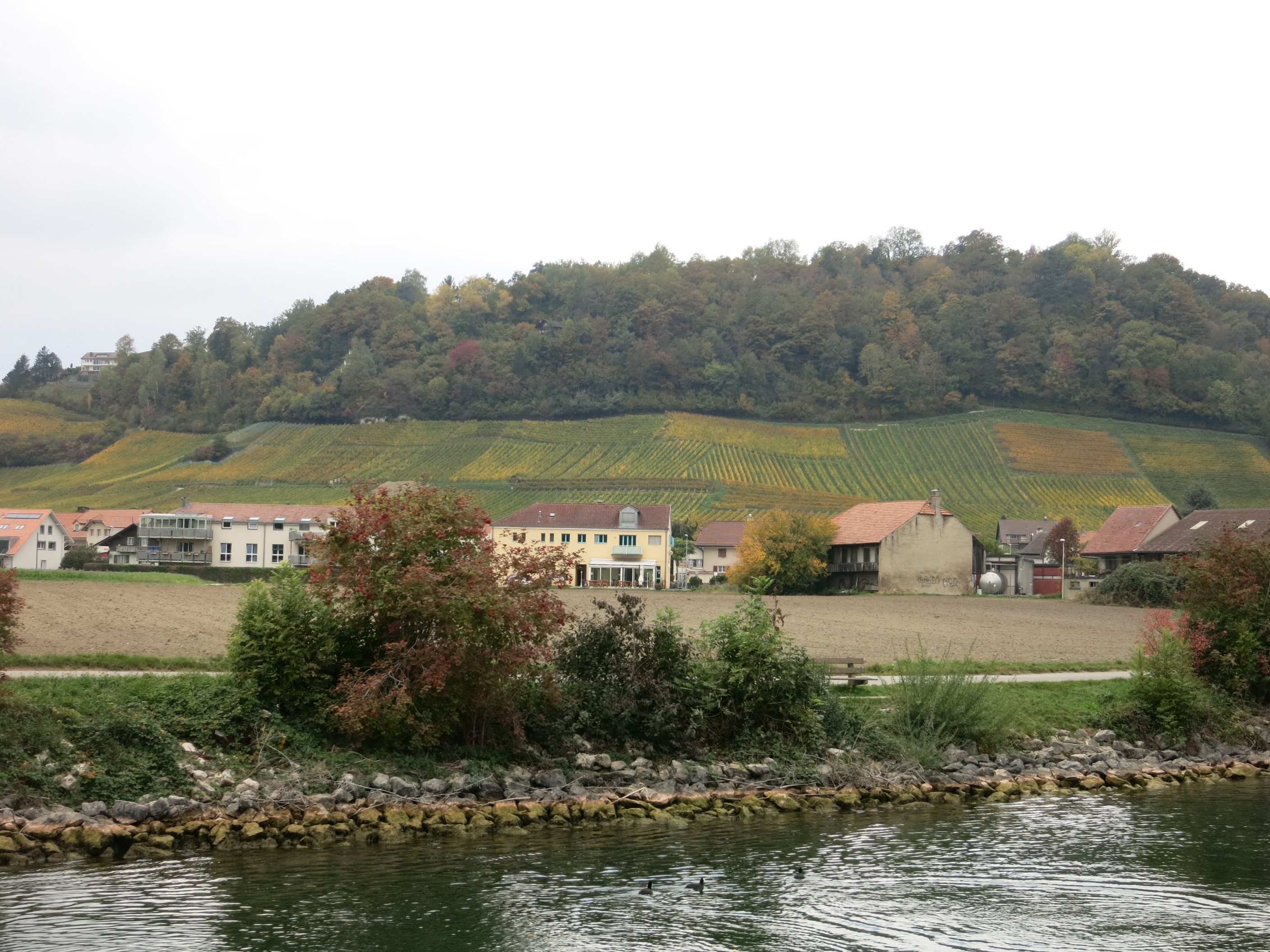
Sugiez mit Mont Vully und Broyekanal

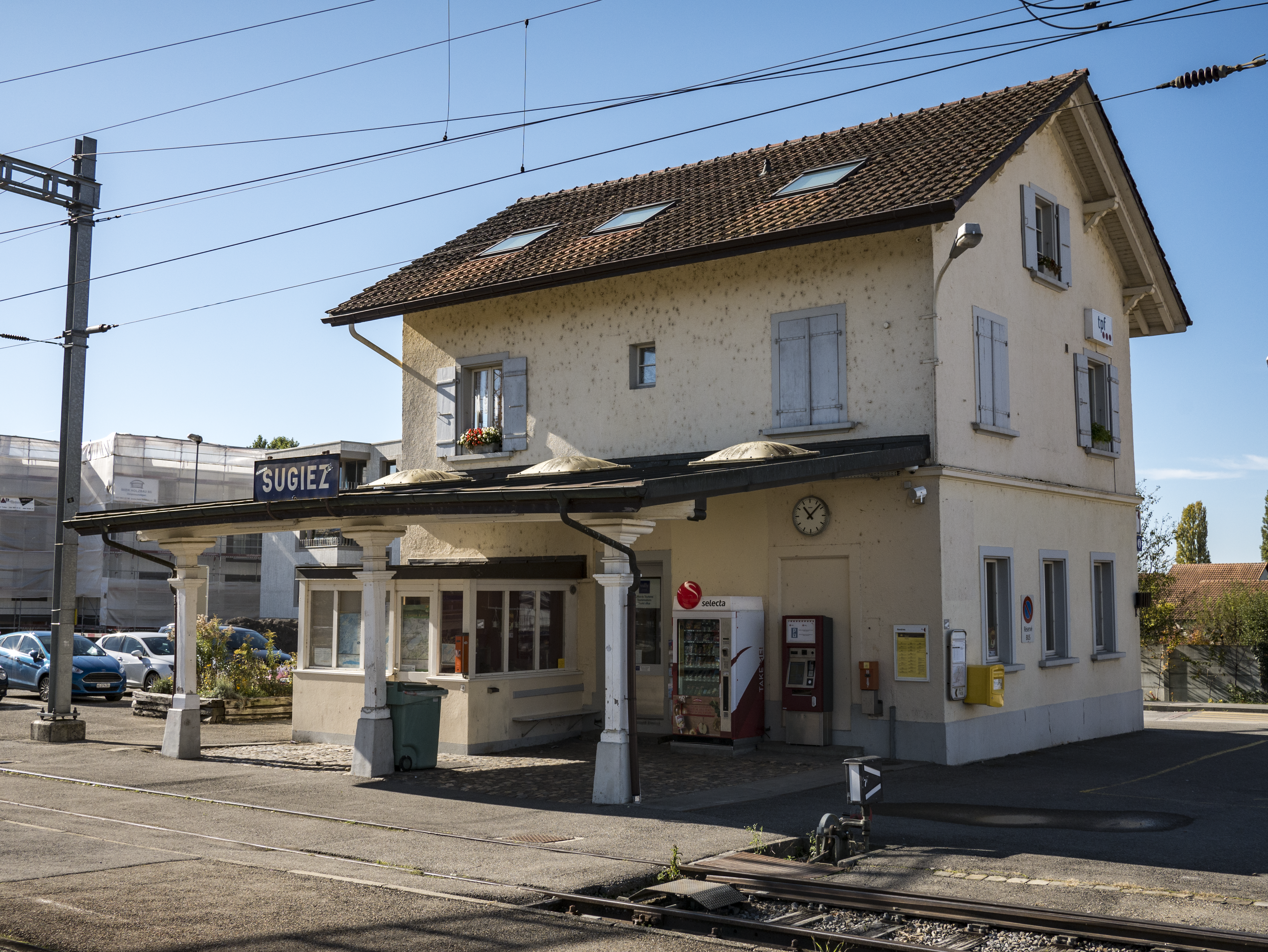
Bahnhof Sugiez

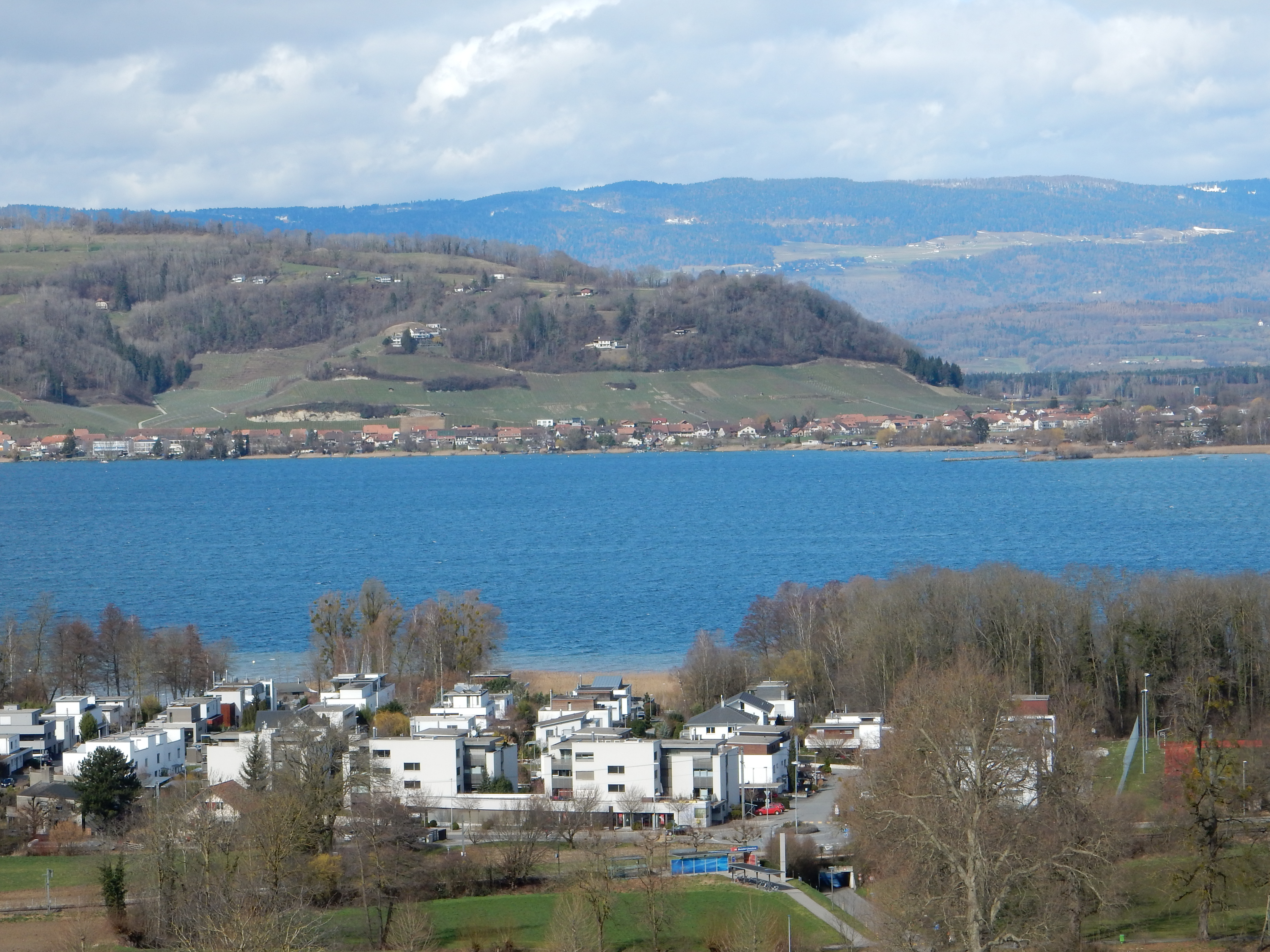
Sugiez am Fuss des Mont Vully in der Bildmitte

Sugiez (Freiburger Patois Sudziⓘ) ist ein Dorf im Schweizer Kanton Freiburg und ist Hauptort der politischen Gemeinde Mont-Vully. Der Ort Bellechasse liegt auf dem Dorfgebiet von Sugiez.

## Geographie

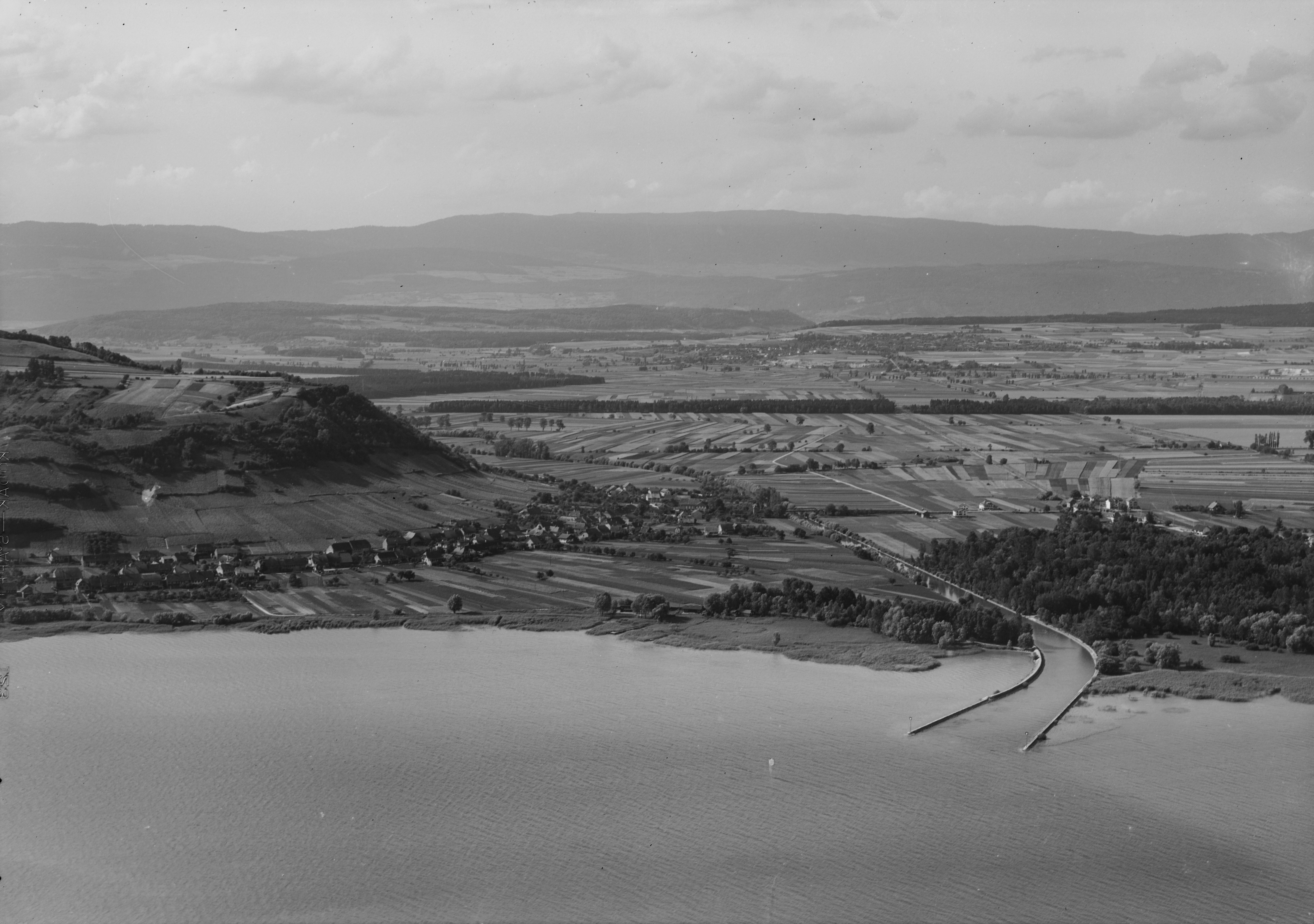
Zwischen Mont-Vully und Broyekanal das Dorf Sugiez, Flugaufnahme 1954

Das Dorf liegt am Rand des Grossen Mooses und am Fuss des Wistenlacherbergs auf beiden Seiten des Broyekanals, der seit der Juragewässerkorrektion der Jahre 1878 bis 1882 der Broye als begradigtes Flussbett dient.

## Geschichte
Das Gebiet von Sugiez war bereits in vorrömischer Zeit besiedelt. Es wurden Spuren aus der neolithischen Periode und aus der Bronzezeit gefunden. Für die Römerzeit konnten sechs Brücken und drei Häfen nachgewiesen werden. Zum ersten Mal in einer Urkunde wird Sugiez im Jahre 1162 erwähnt, und zwar unter dem Namen Solzie. Für das Jahr 1339 ist der Ortsname Suaniez gesichert. In der Mitte des 13. Jahrhunderts wurde in Sugiez, vermutlich zur Überwachung des Schiffsverkehrs, ein Turm errichtet, die Tour de la Broye. Das Dorf gehörte bis ins Jahr 1484 zur Herrschaft Murten, die von 1484 bis 1798 eine Gemeine Herrschaft der Stände Bern und Freiburg war. Bern gelang es, in der Herrschaft die Reformation einzuführen, so dass mit dem Murtenbiet auch Sugiez, das zur Kirchgemeinde Môtier gehört, reformiert wurde.

## Sehenswürdigkeiten
Die 13 km lange Strecke zwischen Walperswil BE und Sugiez bildete die Basislinie für die Dufourkarte. Sie wurde 1791, 1797 und 1834 (unter Guillaume-Henri Dufour) aufwendig mit Messketten und Eisenstangen vermessen. ⊙⊙

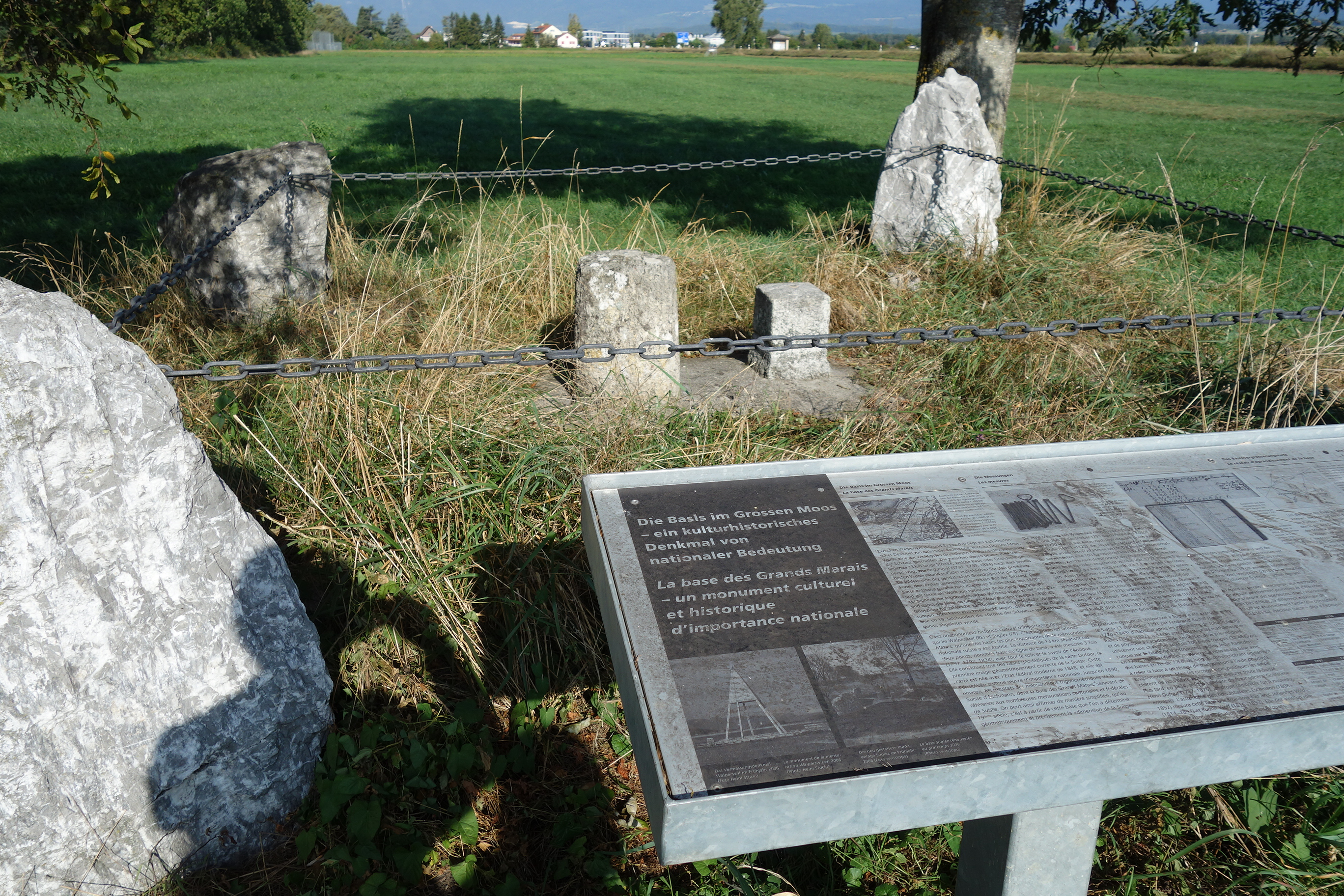
Nationales Vermessungsdenkmal: Basislinie Endpunkt Sugiez
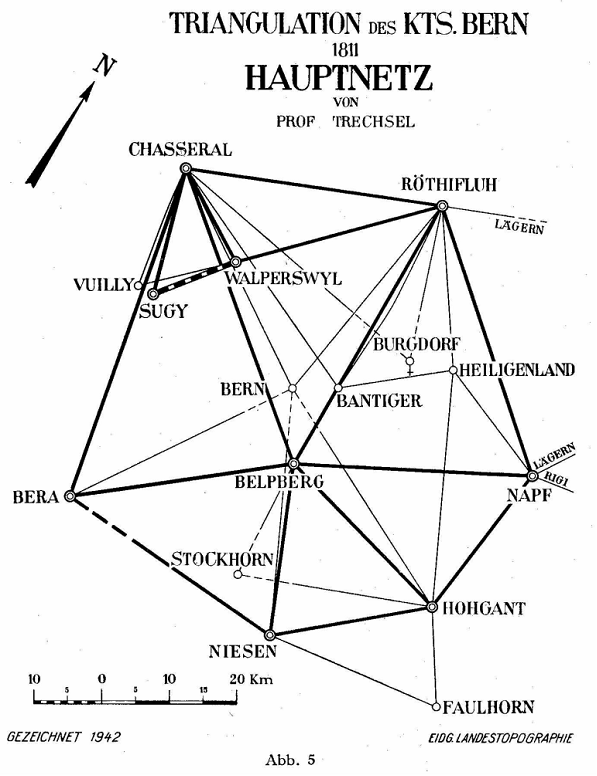
Triangulation Kanton Bern mit Basislinie
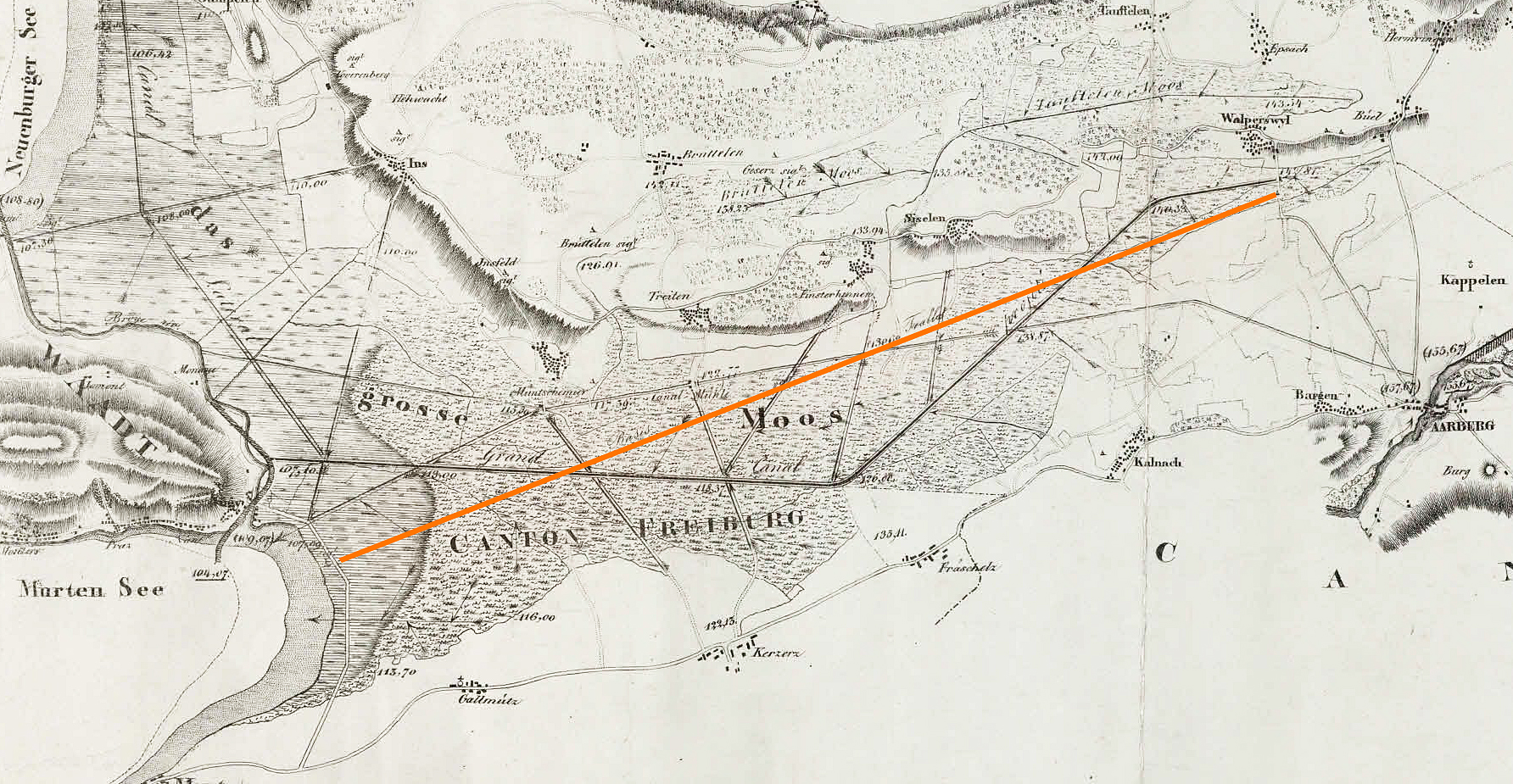
Die Basislinie zwischen Sugiez und Walperswil